# Манастир Синај
Манастир у Синаји или само манастир Синај (рус. Mănăstirea Sinaia) православни је манастир који се налази у Синаји, у округу Прахова, Румунија. Основао га је 1695. године принц Михај Кантакузино и назвао га по великом манастиру Свете Катарине на планини Синај у Египту. Од 2005. године, у манастиру живи тринаест православних монаха, а води га игуман Макарије Богус. Манастир је део Букурештанске архиепископије.
Смештен у долини Прахова, по манастиру је оближњи град Синаја добио име. Манастир се налази близу дворца Пелеш и до њега се може доћи возом, а железничка станица Синаја се налази одмах испод манастира. Поред тога, може се стандарно доћи и путем из Синаје.
Манастир се састоји од два дворишта окружена ниским зградама. У средишту сваког дворишта налази се по једна мала црква изграђена у византијском стилу. Једна од њих — „Стара црква” (рум. Biserica Veche) датира из 1695. године, док је ова новија — „Велика црква” (рум. Biserica Mare) изграђена 1846. године. Монаси поседују своју библиотеку која представља складиште вредних драгуља који су припадали породици Кантакузино, као и најстарији румунски превод Библије који потиче из 1668. године.
Манастир се данас налази на списку историјских грађевина под бројем PH-II-a-A-16691.
Таке Јонеску, бивши премијер Румуније, сахрањен је на територији овог манастира.

## Историја
Принц Михај Кантакузино основао је манастир по повратку са ходочашћа на планину Синај у Египту. Прве зграде саграђене су између 1690. и 1695. године, а грађене су тако да служе као манастир, али и као утврђено упориште на путу од Брашова до Букурешта.
Првобитни план је био да манастир прима дванаест монаха, како би се имитирало дванаест апостола, али је временом број монаха растао.
Током Руско-турског рата, у периоду 1735—1739. године, пре него што су напустили манастир, монаси су сакрили драгоцености тако што су их закопали унутар звона. Током битке, Турци су поразили трупе стациониране унутар зидина манастира, спалили су подручје и на два места пробили зидове манастира.
Све до 1850. године, Синај се састојао од нешто мало више од манастира и групе колиба. Ипак, 1864. године монашко имање додељено је Одбору цивилних болница (рум. Eforia Spitalelor Civile), који је отворио болницу и неколико купатила и помогао развоју минералних извора у Синају.
Године 1948, Одбор цивилних болница је покровитељство над манастиром предао Букурештанској архиепископији. Румунски патријарх, Јустинијан Марина, обновио је зграде у периоду од 1951. до 1957. године уз помоћ новца архиепископије. Током овог периода, цео манастир био је опремљен текућом водом, струјом и природним гасом. Захваљујући напорима краља Карола I, Велика црква у манастиру постала је прва црква која је користила електрична светла у Румунији.

## Комплекс

### Стара црква
Стара црква (рум. Biserica Veche) саграђена је током 1695. године, а 2006. године је била затворена како би се започео рестаураторски пројекат да би се вратила њена некадашња лепота. Оригинално унутрашње осликавање извршио је Парву Муту и фреске су тада обновљене по први пут након 1795. године. Након рестаурирања, Стара црква је за јавност поново отворена током 2016. године.

### Велика црква
Под вођством игумана Јоасафа и Пајсија, изградња Велике цркве почела је 1842. године, користећи средства која је прикупиио манастир. Градња цркве завршена је 1846. године, а ова мања мања грађевина била је повећана од стране Одбора цивилних болница током периода 1897—1903. године. Ови напори Одбора дали су цркви изглед какав има и данас.
Тренутни изглед цркве креирао је архитекта Георге Мандреа. Структура користи молдавски стил, као и бранковјански стил који потиче из Влашке. Сматра се да три зелене емајлиране линије које окружују зграду представљају јединство Свете Тројице у једном Богу и јединство три румунске краљевине у једну државу.
Златне мозаике у цркви направио је дански уметник Еге Екснер и то у типичном неовизантијском стилу. Главне илустрације приказују пет особа:
- Јосифа Георгијана, врховног митрополита — он је поновно отворио грађевину 1903. године
- Карола I Румунског — који је приказан обучен као официр, са својом десном руком на каменом стубу са комадом који недостаје. Ово симболизује недостатак румунских територија у то време
- Елизабету од Вида — краљицу Румуније, познату у књижевном свету као Кармен Силва
- Принцезу Марију Румунску — једину ћерку краљице Елизабете, која је умрла у свом раном детињству
- Михаја Кантакузина — градитеља Старе цркве.[2]

Намештај у цркви изграђен је од дрвета (платан, јавор, храст), а израдио га је Константин Бабић и његови студенти из Уметничке школе у Букурешту (Ṣcoala de Arte si Meserii). Краљевски трон приказује краљевски амблем и мото Ништа без Бога (лат. Nihil sine Deo). У краљичин трон су утиснута слова Е. Д. Оба трона су позлаћена.
Две руске иконе, једна Светог Сергеја, а друга Светог Николе, представљају поклон цара Николаја II Руског из 1903. године. Цар је њих дао на поклон игуману Нифону Архимандритулу за крштење принца Николаја, сина краља Фердинанда.
Изванредан комад који обогаћује манастир представља покров Ане Рот, а који је направљен од свиле и злата на памучној основи. Требало је три године (од 1897. до 1900. године) да се покров заврши.

### Звоник
Током владавине игумана Нифона Попескуа (1888—1909), зидовима манастира дограђен је велики звоник. Градња звоника завршена је 1892. године. Скоро 1.700 килограма тешко, звоно је у манастир допремљено из куле Корца из Букурешта.

### Музеј
Године 1895. отворен је манастирски музеј, који је садржао прву изложбу верских објеката у Румунији. Музеј садржи збирке икона и крстова из 17. века, прву Библију написану на румунском језику (која потиче из 1688. године из Букурешта), као и многе друге драгоцене предмете. Музеј је отворен сваким даном осим понедељком, а ради од априла до октобра од 10 до 16 часова, док током зиме ради само за групе које броје више од 20 људи. Цена улазнице је 5 леја, док је цена за студенте 2 леја.

## Галерија
- Велика црква манастира Синај
- Орнамент на манастирским прозорима
- Улаз у Велику цркву
- Детаљи на стубовима на улазу у Велику цркву
- Детаљи на стубовима на улазу у Велику цркву
- Стражњи улаз у Велику цркву
- Манастирски музеј
- Гроб поред Велике цркве
- Унутрашњост Старе цркве
- Детаљ на улазним вратима Старе цркве
- Прозор Старе цркве